# Eric II
|  | Aquest article tracta sobre el rei de Dinamarca. Si cerqueu el rei de Noruega, vegeu «Eric Magnusson». |

Eric el Memorable —danès: Erik II Emune — (c. 1090 – 18 de juliol del 1137) fou rei de Dinamarca entre 1134 i 1137. Eric era fill il·legítim del rei Eric I de Dinamarca, qui va governar Dinamarca del 1095 al 1103. Eric el Memorable es va rebel·lar contra el seu oncle Nicolau de Dinamarca, i va ser declarat rei el 1134. Va castigar el seu adversaris severament i recompensà generosament als seus seguidors. Fou mort per un subjecte el 1137, i promptament succeït pel seu nebot, Eric III.

## Família
Eric va néixer al voltant del 1090, essent fill del rei Eric I de Dinamarca i una concubina de nom desconegut. Poc temps abans del 1130, Eric es casà amb Malmfred de Kíev, la filla del Gran Duc de Kíev Mstislav I i Cristina Ingesdotter de Suècia. Malmfred havia estat casada amb el rei Sigurd I de Noruega. Amb la seva concubina Thunna, Eric va tenir el fill il·legítim Sven, qui més tard esdevindria rei de Dinamarca Sven III.

## Orígens
Rebé algunes illes daneses del seu germanastre Canut Lavard, i fou jarl de Møn, Lolland i Falster. Quan Lavard va ser assassinat el 1131, Eric s'uní al seu germanastre Harald Kesja en una rebel·lió contra el rei responsable Nicolau de Dinamarca. Eric va ser elegit antirei de Dinamarca a Escània l'abril del 1131, el qual va incitar a Kesja a donar suport a Nicolau per gelosia.
L'exèrcit d'Eric va perdre diverses batalles contra Nicolau i el seu fill Magnus el Fort, incloent Jelling a Jutlàndia el 1131 i Værbro a Sjælland, i va fugir a Escània. La seva retirada li valgué el sobrenom de Peu de Llebre. Eric provà infructuosament convèncer a Lotari III, Emperador del Sacre Imperi per donar suport la seva oferta per a ser rei, i no tingué sort en la seva petició d'ajuda a Magnus IV de Noruega. Va retornar a Escània el 1134, on l' Arquebisbe Asser de Lund s'uní a la seva causa, i Lotari finalment també li donà suport. El 1134, va derrotar l'exèrcit sencer del rei Nicolau a la batalla de Fotevik a Escània, amb l'ajuda crucial de mercenaris alemanys a cavall, i Nicolau va morir aquell any.

## Rei de Dinamarca
Eric va ser proclamat rei al landsting (assemblea) d'Escània al turó de Sant Liber, i fet de Lund la seva capital. Amb la contundent victòria a Fotevik, Eric rebé el renom de el Memorable que reemplaçà el sobrenom de Peu de Llebre. Kesja tornà a Dinamarca, i va ser proclamat rei al landsting d'Urnehoved a Schleswig. Eric el perseguí i matà a Kesja i els seus fills, dels qui només escapà amb vida Olaf Haraldsen.
Llavors treballà per consolidar i legitimar el seu regnat. Va donar títols i privilegis als seus seguidors, i va proclamar a Eskil, nebot d'Asser, Bisbe de Roskilde. Va iniciar el procés per a la canonització del seu germanastre Canut Lavard i va establir una abadia a Ringsted per documentar els informes dels miracles a la tomba de Canut. Eric va voler establir el dret diví reial, i la canonització de Canut donaria suport a la seva reclamació en el tron. Canut finalment fou canonitzat el 1170.
Eric era reputat per la seva duresa envers els seus enemics. L'estiu del 1136, Eric conduí una croada contra la població pagana al l'illa bàltica de Rügen i la seva capital Arkona. Va ordenar als seus homes que excavessin un canal entre la ciutat i la resta de l'illa. El canal va tenir l'efecte d'assecar la font que subministrava aigua a Arkona forçant-la a la rendició. Però abans d'aquest èxit a Arkona, Eric fou derrotat en una batalla naval el 1135 prop de la costa danesa, i els eslaus dirigits pel Duc de Pomerània Ratibor I, saquejà Roskilde (la capital danesa), i un any més tard, després de la batalla de Konungahela (avui dia Kungälv a Suècia) també saquejà aquella ciutat. S'uní a Magnus en una infructuosa campanya a Noruega, en la que incendià Oslo. Quan tingué notícia que Eskil s'havia aixecat el nobles de Sjælland en contra d'ell, Eric viatjà cap al nord per tal de posar fia a la rebel·lió que s'estenia ràpidament per Fiònia i Jutlàndia, i imposà una severa multa a Eskil.

## Mort
La mort d'Eric, tal com la relata Arild Huitfeldt: Un governant dur i impopular, Eric va morir a landsting a Urnehoved el 1137. El rei Eric rebé un fort cop d'un noble local, Sorte Plov. Segons la llegenda, Sorte Plov demanava permís preguntat per apropar-se el rei, portant una llança a la mà amb un bloc de fusta protegint la punta. Havent-se adonat que el rei Eric no vestia cap ausberg sota la seva túnica, Sorte Plov etzibà una puntada de peu al bloc de fusta, i travessà el rei amb la seva llança. El nebot del rei Eric, Eric Håkonssøn, feu un pas endavant amb l'espasa a la mà, però el noble li va dir per calmar-lo veient que Eric era el següent a la línia del tron, sent l'únic home d'adult a la família reial: "
Aparta la teva maça, jove Eric. Un sucós tros de carn ha caigut al teu bol! "Segons la llegenda, Sorte Plov va escapar amb vida.
Eric fou mort el 18 de juliol de 1137. Va ser enterrat a la catedral de Ribe. Eric Håkonssøn llavors fou coronat com Eric III.